# 1986년 롯데 자이언츠 시즌
1986년 롯데 자이언츠 시즌은 롯데 자이언츠가 KBO 리그에 참가한 5번째 시즌이다. 강병철 감독이 팀을 이끈 첫 임기의 마지막 시즌이며, 팀은 정영기 김용희 등 주축선수들이 부상에 시달려  7팀 중 전기리그 3위, 후기리그 5위, 통합승률 5위를 기록하여 포스트시즌 진출에 실패했고 이 해 청보 핀토스 감독으로 부임한 허구연 해설위원이 김민호 트레이드를 제안했지만 청보의 성적이 부진했던 데다 허구연 감독이 중도 경질되어 무산되기도 했다.
한편, 당국의 외화사용 억제책 때문에 구덕야구장에서 훈련을 해 왔다가 인조잔디의 적응 훈련을 위해 사직야구장으로 옮겨  훈련을 했다.

## 타이틀
- 노히트노런: 김정행 (2호)
- 올스타 선발: 최동원 (투수), 김용철 (3루수)
- 올스타전 추천선수: 홍문종, 조성옥
- 컴투스프로야구 80년대 올스타: 최동원 (선발투수)
- 컴투스프로야구 80년대 롯데 자이언츠 라인업: 박동수 (선발투수), 오명록 (중계투수)
- 2루타: 김용철 (26)
- 이닝: 최동원 (267)
- 상대한 타자 수: 최동원 (1039)

## 선수단
- 선발투수 : 최동원, 김정행, 임호균, 노상수
- 구원투수 : 양상문, 이진우, 오명록, 안창완, 이충우
- 마무리투수 : 박동수, 윤학길, 배경환
- 포수 : 한문연, 김용운, 김성현, 박희찬, 정인교
- 1루수 : 김민호, 임경택
- 2루수 : 정학수
- 유격수 : 정영기
- 3루수 : 김용철, 한영준
- 좌익수 : 이창원, 조성옥, 김진근
- 중견수 : 홍문종, 최계영
- 우익수 : 유두열, 김석일, 김한조, 박용성, 박영태
- 지명타자 : 김용희

## 여담
- 팀은 구단 사상 최초로 시범경기 1위를 차지했다.
- 김용철은 KBO 리그 사상 최초로 통산 100 2루타를 달성했다.
- 최동원은 규정 이닝을 채우고 평균자책점 1.55를 기록했음에도 14패를 당해 KBO 리그 역대 단일 시즌 10패 투수 중 최저 평균자책점을 기록한 투수가 되었다.
- 최동원은 구단 사상 단일 시즌 최고 WAR(9.47)을 기록했다.
- 최동원은 홈경기에서 2863구를 투구하며 759명의 타자, 691타수를 상대하여 KBO 리그 역대 단일 시즌 홈경기 최다 기록을 세웠다.
- 이 시즌 팀은 사구 24개를 얻어내는데 그쳐 KBO 리그 사상 단일 시즌 최소 사구를 기록했다.
- 팀이 구덕 야구장을 홈구장으로 쓴 마지막 시즌이자, 사직 야구장을 홈구장으로 쓴 첫 시즌이다.